# Ченел-Порт-о-Баск
Ченел-Порт-о-Баск (англ. Channel-Port aux Basques) — містечко в Канаді, у провінції Ньюфаундленд і Лабрадор.

## Населення
За даними перепису 2016 року, містечко нараховувало 4067 осіб, показавши скорочення на 2,5 %, порівняно з 2011 роком. Середня густина населення становила 104,9 осіб/км².
З офіційних мов обома одночасно володіли 65 жителів, тільки англійською — 3 975. Усього 25 осіб вважали рідною мовою не одну з офіційних.
Працездатне населення становило 51,5 % усього населення, рівень безробіття — 20,6 % (24,7 % серед чоловіків та 16,9 % серед жінок). 94,9 % осіб були найманими працівниками, а 3,1 % — самозайнятими.
Середній дохід на особу становив $37 399 (медіана $28 654), при цьому для чоловіків — $45 379, а для жінок $30 453 (медіани — $37 792 та $23 091 відповідно).
24,9 % мешканців мали закінчену шкільну освіту, не мали закінченої шкільної освіти — 32,3 %, 42,7 % мали післяшкільну освіту, з яких 20,1 % мали диплом бакалавра, або вищий.
| Статево-вікова структура населення | Статево-вікова структура населення | Статево-вікова структура населення | Статево-вікова структура населення | Статево-вікова структура населення |
| ---------------------------------- | ---------------------------------- | ---------------------------------- | ---------------------------------- | ---------------------------------- |
|                                    |                                    |                                    |                                    |                                    |
| Всього                             | Всього                             | 46,6%53,4%                         |                                    |                                    |
| 0 — 14 років                       | 0 — 14 років                       |                                    | 13,4%                              | 13,4%                              |
| 15 — 64 років                      | 15 — 64 років                      |                                    | 60,9%                              | 60,9%                              |
| 65 і більше                        | 65 і більше                        |                                    | 25,7%                              | 25,7%                              |
| 85 і більше                        | 85 і більше                        |                                    | 3,1%                               | 3,1%                               |
| Середній вік (років)               | Середній вік (років)               | 46,948,8                           | 47,9                               | 47,9                               |
| Медіана (років)                    | Медіана (років)                    | 51,152,3                           | 51,7                               | 51,7                               |
| — чоловіки — жінки                 |                                    |                                    |                                    |                                    |

| Походження мешканців:     | Походження мешканців:     | Походження мешканців: | Походження мешканців: | Походження мешканців: |
| ------------------------- | ------------------------- | --------------------- | --------------------- | --------------------- |
| Походження                |                           |                       | осіб                  | %                     |
| Корінні американці        | Корінні американці        |                       | 405                   | 10.1%                 |
| Інше північноамериканське | Інше північноамериканське |                       | 2 610                 | 65.09%                |
| Європейське               | Європейське               |                       | 1 730                 | 43.14%                |
| британське                | британське                |                       | 1 675                 | 41.77%                |
| французьке                | французьке                |                       | 170                   | 4.24%                 |
| українське                | українське                |                       | 10                    | 0.25%                 |
| Азійське                  | Азійське                  |                       | 35                    | 0.87%                 |

| Зайнятість населення за галузями (за класифікацією NOC): | Зайнятість населення за галузями (за класифікацією NOC): | Зайнятість населення за галузями (за класифікацією NOC): | Зайнятість населення за галузями (за класифікацією NOC): | Зайнятість населення за галузями (за класифікацією NOC): |
| -------------------------------------------------------- | -------------------------------------------------------- | -------------------------------------------------------- | -------------------------------------------------------- | -------------------------------------------------------- |
|                                                          |                                                          |                                                          |                                                          |                                                          |
| Управління                                               | Управління                                               |                                                          | 6,3%                                                     | 6,3%                                                     |
| Бізнес, фінанси та адміністрування                       | Бізнес, фінанси та адміністрування                       |                                                          | 8,4%                                                     | 8,4%                                                     |
| Природничі та прикладні науки                            | Природничі та прикладні науки                            |                                                          | 5,2%                                                     | 5,2%                                                     |
| Охорона здоров'я                                         | Охорона здоров'я                                         |                                                          | 5,2%                                                     | 5,2%                                                     |
| Освіта, правозахист, муніципальні та урядові служби      | Освіта, правозахист, муніципальні та урядові служби      |                                                          | 14,7%                                                    | 14,7%                                                    |
| Мистецтво, культура, відпочинок та спорт                 | Мистецтво, культура, відпочинок та спорт                 |                                                          | 1,2%                                                     | 1,2%                                                     |
| Роздрібна торгівля та послуги                            | Роздрібна торгівля та послуги                            |                                                          | 30,5%                                                    | 30,5%                                                    |
| Гуртова торгівля, транспорт та обладнання                | Гуртова торгівля, транспорт та обладнання                |                                                          | 23,1%                                                    | 23,1%                                                    |
| Природні ресурси, сільське господарство                  | Природні ресурси, сільське господарство                  |                                                          | 2,9%                                                     | 2,9%                                                     |
| Виробництво                                              | Виробництво                                              |                                                          | 2,9%                                                     | 2,9%                                                     |

## Клімат
Середня річна температура становить 4,7 °C, середня максимальна — 18,9 °C, а середня мінімальна — −10,7 °C. Середня річна кількість опадів — 1566 мм.
| Клімат поселення                              | Клімат поселення | Клімат поселення | Клімат поселення | Клімат поселення | Клімат поселення | Клімат поселення | Клімат поселення | Клімат поселення | Клімат поселення | Клімат поселення | Клімат поселення | Клімат поселення | Клімат поселення |
| Показник                                      | Січ.             | Лют.             | Бер.             | Квіт.            | Трав.            | Черв.            | Лип.             | Серп.            | Вер.             | Жовт.            | Лист.            | Груд.            |                  |
| Середній максимум, °C                         | −0,84            | −1,83            | 1,37             | 6,01             | 11,21            | 16,06            | 17,89            | 18,90            | 15,64            | 10,57            | 5,90             | 0,90             |                  |
| Середня температура, °C                       | −5,3             | −6,24            | −3,04            | 1,59             | 6,79             | 11,60            | 14,76            | 15,77            | 12,49            | 7,44             | 2,76             | −2,21            |                  |
| Середній мінімум, °C                          | −9,74            | −10,74           | −7,5             | −2,84            | 2,33             | 7,16             | 11,61            | 12,64            | 9,34             | 4,29             | −0,39            | −5,37            |                  |
| Норма опадів, мм                              | 150              | 121              | 112              | 126              | 117              | 116              | 110              | 117              | 121              | 147              | 155              | 174              |                  |
| Середньомісячна швидкість вітру, м/с          | 8.30             | 7.60             | 6.90             | 6.23             | 5.50             | 5.00             | 4.70             | 4.70             | 5.39             | 6.26             | 7.07             | 8.00             |                  |
| Середньомісячна сонячна радіація, кДж/м²·день | 3854             | 6875             | 11151            | 14658            | 17991            | 19447            | 18940            | 16456            | 12399            | 7573             | 4163             | 3002             |                  |
| --------------------------------------------- | ---------------- | ---------------- | ---------------- | ---------------- | ---------------- | ---------------- | ---------------- | ---------------- | ---------------- | ---------------- | ---------------- | ---------------- | ---------------- |
| Джерело:                                      |                  |                  |                  |                  |                  |                  |                  |                  |                  |                  |                  |                  |                  |